# الاتحاد الدولي للدراجات النارية
الاتحاد العالمي للدراجات النارية هو عبارة عن اتحاد أو منظمة تجمع بين، جميع الاتحادات الوطنية للدراجات النارية، من مختلف قارات العالم، وتاسس هذا الاتحاد العالمي يوم 21 ديسمبر سنة 1909 في العاصمة الفرنسية باريس، وكان اسمه انذاك، الاتحاد العالمي لفرق الدراجات النارية.
في سنوات تاسيه الأولى كان غير منظم من حيت التسيير، والقوانين وغيرها من امور، زائد ان الاتحادات التي كانت منظمة اليه، كانت متعارضة فيما بينها ومختــلفة في الاراء والقرارات، ويجب الانتظار إلى حلول سنة 1912 وبالضبط اليوم 28 من شهر، نوفمبر للإعلان عن اتفاق جديد مع مجموعة من الاتحادات وهم 10 :فرنسا _ الولايات المتحدة الأمريكية بريطانيا _ إيطاليا _ بلجيكا _ألمانيا _ الدنمارك _ هولندا _ سويسرا _النمساوعند حلول سنة 1949 السنة التي شهدت أول بطولة رسمية في الموتو جي بي تم تغيير اسم الاتحاد إلى الاسم المتداول حاليا، (الاتحاد العالمي للدراجات النارية)، ومقره يوجد بدولة سويسرا. 